# Dismidila abrotalis
Dismidila abrotalis là một loài bướm đêm trong họ Crambidae.